# Махфуд Алі Бейба
Махфуд Алі Бейба (араб. محفوظ علي بيبا; 1953 — 2 липня 2010) — державний та політичний діяч Західної Сахари, виконувач обов'язків президента самопроголошеної Сахарської Арабської Демократичної Республіки, тричі прем'єр-міністр країни.

## Життєпис
Був активним борцем за незалежність Західної Сахари. Після загибелі під час збройної сутички у Мавританії 1976 року першого генерального секретаря Полісаріо та президента Мустафи Саїда ель-Уалі тимчасово виконував обов'язки глави держави. Тричі очолював уряд країни. Від 2003 року був головою Народних Зборів Західної Сахари.